# Vascœuil
Vascœuil település Franciaországban, Eure megyében. Lakosainak száma 322 fő (2022. január 1.). Vascœuil Croisy-sur-Andelle, Elbeuf-sur-Andelle és Saint-Denis-le-Thiboult községekkel határos.

## Népesség
A település népessége az elmúlt években az alábbi módon változott:
| Lakosok száma | 278  | 317  | 344  | 339  | 346  | 352  | 355  | 357  | 355  | 322  |
|               | 1968 | 1982 | 1990 | 2006 | 2013 | 2015 | 2017 | 2019 | 2020 | 2022 |